# Сражение при Лангшоне
Сражение при Лангшоне (фр. Retraite de Lang Son) — боевые действия французского экспедиционного корпуса против китайской армии, проводившиеся с 24 по 29 марта 1885 года в северном Вьетнаме во время Франко-китайской войны. 

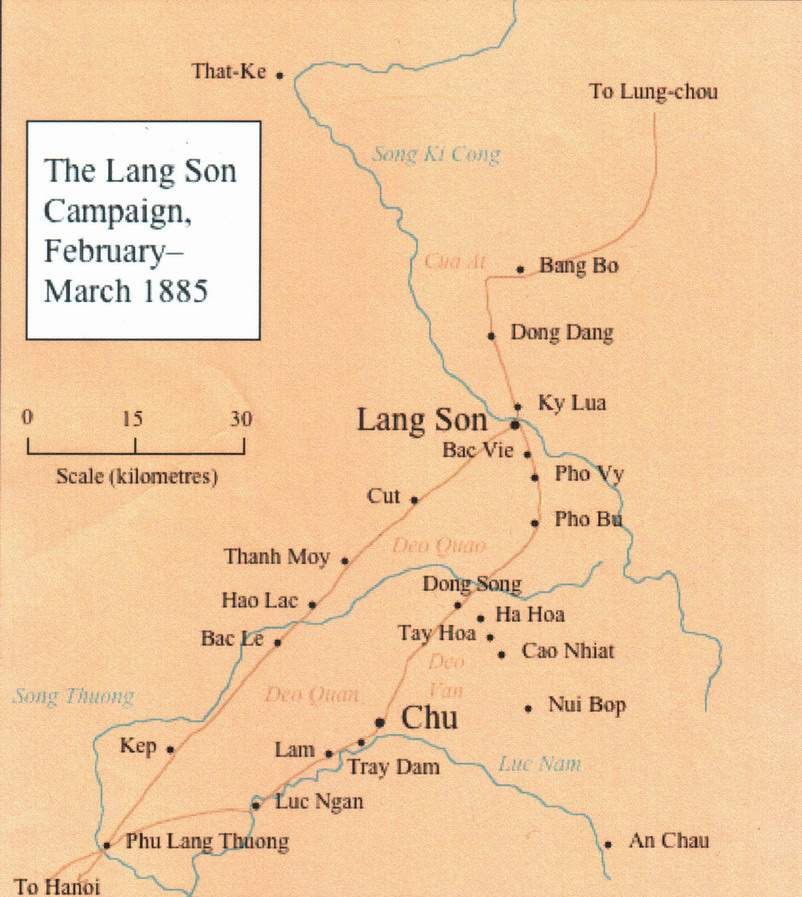
Театр военных действий

## Предыстория
С целью ускорить ведшиеся с китайским правительством переговоры о заключении мира и придать им большего веса, французский военный министр генерал Леваль телеграфировал генералу Луи Бриеру де л'Илю, главнокомандующему Тонкинским экспедиционным корпусом: “Спешите продвинуть пункт в сторону Китайских ворот”. Этот приказ попытался выполнить генерала Негрие со своей бригадой.

## Бой при Банг-Бо

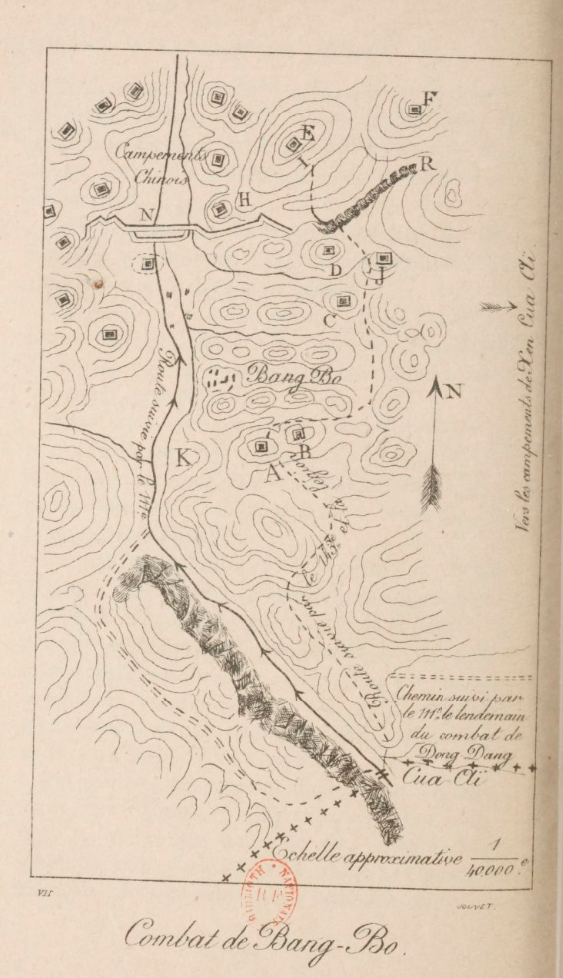
Схема боя при Банг-Бо

Он имел в своем распоряжении для наступления против всей китайской Гуансийской армии (30 тысяч) всего 2000 человек и 12 орудий, но несмотря на это 24 марта с 4-я слабыми батальонами и 2-я батареями подошёл к Китайским воротам и атаковал сильно укрепленную позицию у местечка Банг-Бо. Его план предусматривал одновременную лобовую и тыловую атаку на войска Фэн Цзыцая, которые удерживали линию траншей перед Банг-Бо, известную французам как «Длинная траншея».
Атака генерала Негрие, направленная против слабого центра и сильного левого фланга китайцев, окончилась для французов неудачно. Направленный в атаку с фронта батальон попал под перекрестный огонь, был отбит в контратаке и едва не был окружен китайцами, а затем принужден был штыками пробиваться назад. Другие два батальона двинулись в атаку широким обходным маршем в густом тумане и заблудились. Затем заблудившиеся батальоны вступили в бой на несколько часов позже, чем ожидалось, и захватили китайский форт, но затем были вынуждены отходить под напором многочисленных китайских сил.
Теснимый со всех сторон, почти не имея патронов, генерал Негрие, лично отстреливаясь в цепи арьергарда, стал отводить свою бригаду эшелонами назад. Тем временем батальон, оставшийся в районе Донг-Данга для защиты флангов французской колонны, отчаянно сражался, чтобы сохранить путь отхода для бригады. Он отбил сильные атаки китайцев на обоих французских флангах, позволив трем другим пехотным батальонам и двум артиллерийским батареям успешно отступить. Вечером 24 марта бригада вернулась в Донг-Данг, где расположилась на ночь. Поскольку боевой дух солдат упал, а боеприпасы заканчивались, Негрие решил отступить к Ки-Луа.
Тактическая инициатива перешла к китайцам, которые наступали тремя колоннами.

## Бой при Ки-Луа
Позиция французов опиралась влево на траншеи и ретраншаменты, ранее возведенные китайцами на скалистых высотах северного берега реки. Справа были два редута, опиравшиеся на сильный опорный пункт, деревню Ки-Луа. В тылу позиции у моста возведен был тет-де-пон. Центром позиции служил окруженный цитаделью город Лангшон. Негрие решил, прикрывая свой путь отступления, упорно обороняться сначала на позиции у Ки-Луа, затем за оборонительной линией реки, наконец, на целом ряде арьергардных позиций. Ожидалось прибытие из Ханоя подкреплений и боеприпасов.
28 марта подошли три колонны китайских войск. Аванпосты французов медленно отошли назад, навлекая китайцев под огонь редутов. Китайцы энергично атаковали в обход левого фланга французов, но были отбиты направленными сюда войсками из резерва. Одновременно Негрие атаковал тремя батальонами левый фланг Гуансийской армии, и весь левый фланг китайцев в расстройстве отошёл назад, увлекая за собою даже часть центра и правого фланга своих войск. По всей линии китайцы дрогнули и готовы были начать отступление.

## Бегство
После ранения Негрие пулей в грудь и передачи им командования подполковнику Эрбинжеру (Herbinger), последний, отдал по всей линии приказание о немедленном отступлении на левый берег. Вечером того же дня, в полной темноте и в невообразимом беспорядке французские войска отошли к Лангшону, затем, бросив весь склад оружия и запасов, оставили город и продолжили паническое отступление. Вечером 29-го бригада достигла линии Тхан-Мои-Донг-Зонг (Than-Moi—Dong-Song), где Эрбинжер получил категорическое приказание от генерала Бриера де л'Иля остановить безумное отступление и занять горные проходы. Но Эрбинжер, вопреки приказанию главнокомандующего, поспешно отвёл бригаду к лагерю у Чу. Сюда прибыл сам главнокомандующий и немедленно сменив подполковника и назначив командующим бригадой полковника Борньи-Деборда (Borgnis-Debordes), поспешает снова занять горные проходы и Нуи-Боп (Nui-Bop).

## Последствия
Поражение под Лангшоном вызвало в Париже взрыв возмущения, в результате правительство Ферри ушло в отставку. Во главе кабинета стал Фрейсине, и было решено послать в Тонкин новый, последний транспорт, подкреплений около 9500 человек. Но уже 4 апреля Китай, озабоченный событиями в Корее и блокадой своих восточных берегов эскадрой адмирала Курбе, истощив к тому же свои финансовые возможности, согласился на подписание предварительного мирного договора на основе Тяньцзиньского трактата. Военные действия к концу апреля всюду прекратились, и войска Цинской империи начали медленное очищение Тонкина.